# Nuragheite
La nuragheite è un molibdato attinide. La sua formula bruta è Th(MoO4)2·H2O
È il secondo minerale di Torio e Molibdeno ritrovato a Su Seinargiu (Sarroch).
I suoi cristalli sono tabulari incolori e sottili lunghi fino a 200 micron, associati a muscovite, xenotime-(Y), e ichnusaite (Th(MoO4)2·3H2O).
Le caratteristiche sono molto simili alla ichnusaite. Il luster è perlato adamantino.
La nuragheite è fragile, con una perfetta scissione. A causa della piccola quantità di materiale disponibile e la sua stretta associazione con la ichnusaite, la densità e le proprietà ottiche non sono note. I fogli successivi dei cristalli sono tenuti assieme attraverso legami idrogeno.
La nuragheite (come la ichnusaite) porta nuova comprensione sulla cristallochimica di molibdati attinidi, che possono formarsi durante l'alterazione del combustibile nucleare esaurito e influenzare il rilascio di radionuclidi in condizioni di stoccaggio.